# Sant Pere de Poboleda
Sant Pere de Poboleda és una església barroca del municipi de Poboleda (Priorat) protegida com a bé cultural d'interès local.

## Descripció
Edifici de tres naus, bastit de paredat, cobert amb teulada a dues vessants i amb reforç de carreu als angles. La nau central és coberta per volta de canó amb llunetes i les laterals, constituint capelles, per voltes d'aresta. Al costat de l'evangeli hi ha una capella lateral, de planta rectangular. La volta arrenca d'un fris continu. L'edifici, de bones dimensions, és coronat per un petit campanar d'espadanya i, situat al costat dret de la façana, hi ha un campanar d'obra vista, de planta quadrada i resolució octogonal.
A la façana, que conserva restes d'un esgrafiat, s'hi obre un ull de bou i, per sobre, una altra obertura constituïda per una finestra amb un arc de mig punt. La porta és d'arc de mig punt i està flanquejada per pilastres que aguanten un entaulament a sobre del qual hi ha una fornícula; aquesta també està flanquejada per pilastres que aguanten un entaulament i el conjunt està coronat per una petxina. Altres elements decoratius de la portalada són grans volutes als costats de les pilastres i senzills pinacles rematats amb un element circular.
L'interior conserva pintures, retaule i altres elements interessants tals com una bonica porta d'armari de grans dimensions, de dos ventalls datada del 1789, original del fuster d'Alforja en Baptista Deixeus, pertanyent a l'antiga Confraria del Santíssim Sagrament, constituïda per quarterons decorats i policromats. També conserva l'altar major neoclàssic, del 1796 i l'orgue, realitzat cap al 1770.
També destaca una pica beneitera de pedra alabastrina muntada sobre una moderna columna de pedra, en forma de copa i de secció octogonal. Quatre de les cares són decorades amb relleu representant, una lletra T grega, que es pot relacionar amb un símbol abacial o amb la inicial de Tarragona; els escuts de Poboleda i de Scaladei i una creu inclinada que podria identificat l'Orde militar i Pontífex dels Nobles Cavallers del Sant Sepulcre de Jerusalem.

## Història
L'actual edifici és continuació d'una església anterior, també dedicada a Sant Pere i que constituí la parròquia de Poboleda, separada de la Morera de Montsant, el setembre de 1349. Per acord municipal del 25 d'abril de 1749, es decidí encarregar als paletes Tomàs i Jaume Minguillon de l'Aleixar la construcció del nou temple, les obres del qual s'iniciaren el 3 de març del 1750 i es conclogueren ràpidament, ja que el temple fou inaugurat l'1 de novembre del 1753. A la fornícula de la façana hi fou col·locada una imatge de Sant Nicolau de Bari. Progressivament fou dotat de bons altars i retaules, així com d'un orgue. El 1811, les forces franceses no el malmeteren i el 1819 fou inaugurada la capella del Santíssim, lateral. Durant la Guerra Civil espanyola foren cremats tots els retaules i imatges, però, en conjunt, el temple fou respectat. L'orgue, però, fou desmantellat per a fosa.
Algun autor data la pica del segle xii però estil·lísticament cal situar-la en època posterior. Estaria situada a l'antic temple parroquial del que fou traslladat a l'actual al segle xviii. La pica fou desmuntada durant la Guerra Civil i reinstal·lada un cop acabada.